# 毕开文
毕开文（1931年2月—），笔名蒙生、信天游，男，四川叙永人，中国书法家，曾任中国书法家协会理事。